# Tom Ford (snooker)
Tom Ford, angleški igralec snookerja, * 17. avgust 1983, Braunstone, Leicester, Anglija.

## Kariera
Ford prihaja iz Leicesterja. Kot mladinec je redno igral proti Marku Selbyju in tako izpopolnjeval svojo igro. Najdlje na katerem koli od jakostnih turnirjev se mu je uspelo prebiti na turnirju Malta Cup 2005, kjer je izločil Chrisa Smalla in Kena Dohertyja, dokler ga ni nato v četrtfinalu porazil Stephen Hendry, izid je bil 5-1.
Na glavnem delu turnirja Grand Prix 2007 je v dvoboju proti Stevu Davisu prikazal niz 147 točk, potem ko so ga ravno izpustili iz bolnišnice, v kateri je pristal zaradi gastroenteritisa. Za niz je pobral nagrado za najvišji niz glavnega dela turnirja, 1000 £, in nagrado za popolni niz na glavnem delu turnirja, 20.000 £. Kljub temu dosežku pa se ni supel uvrstiti v osmino finala, saj je v svoji skupini končal na nehvaležnem tretjem mestu.
Na turnirju Northern Ireland Trophy 2007 je bil v drugem krogu na dobri poti do senzacije, a je zgrešil odločilno modro kroglo in naposled dvoboj proti Ronnieju O'Sullivanu izgubil z izidom 4-5.
Njegova najvišja uvrstitev na svetovni jakostni lestvici je 48. mesto, v sezoni 2008/09.